# Recontraloca
Recontraloca es una película de comedia peruana de 2019 dirigida por Giovanni Ciccia (en su debut como director) y escrita por Nicolás López. Es un remake de la película chilena de 2016 Sin filtro. Protagonizada por Gianella Neyra. Se estrenó el 8 de agosto de 2019 en los cines peruanos.

## Sinopsis
Adriana, una mujer de 38 años agobiada por el maltrato de su jefe, su esposo, su hijastro, su competencia en el trabajo, entre otras personas con las cuales se relaciona a diario. Hasta que un día, desesperada, visita a un extraño curandero. ¿Resultado? Hará y dirá todo lo que siempre pensó sin filtros, lo que originará situaciones hilarantes.

## Reparto
Los actores que participaron en esta película son:
- Gianella Neyra como Adriana.
- Rebeca Escribens como Sra. Auto.
- Paul Vega como Antonio.
- Santiago Suárez como Nicolás.
- Chiara Pinasco como María Paz.
- Nicolás Galindo como Sebastián.
- Rossana Fernández Maldonado como Dani.
- Franco Cabrera como Vecino.
- Giovanni Ciccia como Gabriel.
- Alessandra Fuller como Teffi.
- Mateo Garrido-Lecca como Sobrino.

## Recepción
Recontraloca fue vista por más de 104.000 personas en su primer fin de semana. Un mes después de su estreno, la película fue vista por más de 500.000 personas.